# Градинска скутигера
Градинските скутигери (Scutigerella immaculata) са вид симфили от семейство Scutigerellidae.
Таксонът е описан за пръв път от Джордж Нюпорт през 1845 година.